# 魁星岩西方三圣造像
魁星岩西方三圣造像，位于中国福建省永春县石鼓镇桃场村，中为释迦牟尼，居左为文殊，居右为普贤，号称华岩三圣。2001年1月20日公布为第五批福建省文物保护单位，类型为石刻及造像，历史年代为宋元。2019年10月7日公布为第八批全国重点文物保护单位。